# NAe São Paulo (A-12)
Сан-Паулу (порт. NAe São Paulo (A12)) — авіаносець ВМС Бразилії, колишній авіаносець «Фош» типу «Клемансо» ВМС Франції. Закладено 15 лютого 1957 року, спущено на воду 23 липня 1960 року, увійшов до складу ВМС Франції 15 липня 1963 року. 
15 листопада 2000 року переданий ВМС Бразилії і після ремонту в лютому 2001 року прибув до Бразилії.
Це був єдиний корабель такого класу у Бразилії.

## Конструкція

### Енергетична установка
Енергетична установка — двовальна паротурбінна. Складається з шести парових котлів фірми «Лаваль» і двох турбін фірми «Алстом».
Загальна потужність — 126 000 к. с.

### Озброєння
2 пускові установки ЗРК «Альбатрос» для ЗУР «Аспід».
2 40-мм артилерійські установки «Бофорс»
5 12,7-мм кулеметів

#### Авіаційна група
Типовий склад авіаційної групи:
- 14 винищувачів-штурмовиків AF-1 «Скайхок» (Douglas A-4 Skyhawk)
- 4-6 протичовнових вертольотів SH-3A / B «Сі Кінг» (Sea King)
- 2 пошуково-рятувальних вертольота UH-12/13 «Ескуіло» (Ecureuil)
- 3 транспортні вертольоти UH-14 «Супер Пума» (Super Puma)
- 3 транспортні літаки і 3 літаки дального радіолокаційного стеження на базі Grumman C-1A Trader[2]

#### Радіоелектронне озброєння
- Радіолокаційна станція виявлення повітряних цілей
- Радіолокаційна станція виявлення повітряних і надводних цілей
- Навігаційна радіолокаційна станція
- 2 радіолокаційні станції управління зброєю
- 2 висотоміра
- Радіолокаційна станція забезпечення посадки літальних апаратів
- Автоматизована система бойового управління

## Історія служби
За час своєї кар'єри у бразильському флоті, авіаносець страждав від постійних поломок і ніколи не працював більше трьох місяців без необхідності ремонту та обслуговування. 14 лютого 2017 року флот оголосив про демобілізацію корабля та подальше його виведення з експлуатації.
22 листопада 2018 року був офіційно виведений зі складу ВМС та 12 березня 2021 року продано за 1,9 млн USD на брухт турецькій компанії. Однак турецька компанія, яка купила корабель, відмовилася від його ввезення та демонтажу. Повернути на територію Бразилії корабель було неможливо — влада заборонила його буксирування у внутрішні води через ризик, що він сяде на мілину. При цьому в корпусі авіаносця вже було кілька проломів, що створювало ризик неконтрольованого затоплення. Крім того, в корпусі корабля було виявлено щонайменше 600 тонн азбесту та інші токсичні відходи, визнані канцерогенами. Враховуючи це, суд у Бразилії ухвалив провести контрольоване затоплення. Авіаносець затопили за 350 км від узбережжя Бразилії на глибині близько 5 км.